# Comuna Gurahonț, Arad
Gurahonț (în maghiară: Gurahonc, Honctõ, germană: Gurahonz), este o comună în județul Arad, Crișana, România, formată din satele Bonțești, Dulcele, Feniș, Gurahonț (reședința), Honțișor, Iosaș, Mustești, Pescari, Valea Mare și Zimbru.

## Istoric
Gurahonț este atestat documentar din 1386. Celelalte sate ce intră în componența comunei sunt, în ordinea atestării documentare:
- Mustești atestat documentar din 1439
- Valea Mare atestat documentar din 1439
- Bonțești atestat documentar din 1441
- Honțișor atestat documentar din 1441
- Iosaș atestat documentar din 1486
- Feniș atestat documentar din 1553
- Pescari atestat documentar din 1553
- Zimbru atestat documentar din 1553
- Dulcele atestat documentar din 1561

În plus, în trecut au mai existat și următoarele sate:
- Iosășel atestat documentar 1553, în prezent strada Iosășel a localității Gurahonț,
- cătunul Brusturescu este inclus actualmente în componența satului Zimbru și este atestat documentar din 1597.

## Demografie
Componența etnică a comunei Gurahonț
     Români (94,74%)
     Alte etnii (0,95%)
     Necunoscută (4,31%)
Componența confesională a comunei Gurahonț
     Ortodocși (71,02%)
     Penticostali (17,03%)
     Baptiști (6,04%)
     Alte religii (1,17%)
     Necunoscută (4,73%)
Conform recensământului efectuat în 2021, populația comunei Gurahonț se ridică la 3.575 de locuitori, în scădere față de recensământul anterior din 2011, când fuseseră înregistrați 3.973 de locuitori. Majoritatea locuitorilor sunt români (94,74%), iar pentru 4,31% nu se cunoaște apartenența etnică. Din punct de vedere confesional, majoritatea locuitorilor sunt ortodocși (71,02%), cu minorități de penticostali (17,03%) și baptiști (6,04%), iar pentru 4,73% nu se cunoaște apartenența confesională.

## Politică și administrație
Comuna Gurahonț este administrată de un primar și un consiliu local compus din 13 consilieri. Primarul, Flavius-Beniamin Moț[*], de la Partidul Național Liberal, este în funcție din 1 noiembrie 2024. Începând cu alegerile locale din 2024, consiliul local are următoarea componență pe partide politice:
|  | Partid                    | Consilieri | Componența Consiliului | Componența Consiliului | Componența Consiliului | Componența Consiliului | Componența Consiliului | Componența Consiliului |
|  | ------------------------- | ---------- | ---------------------- | ---------------------- | ---------------------- | ---------------------- | ---------------------- | ---------------------- |
|  | Partidul Național Liberal | 6          |                        |                        |                        |                        |                        |                        |
|  | Partidul Social Democrat  | 4          |                        |                        |                        |                        |                        |                        |
|  | Partidul Puterii Umaniste | 2          |                        |                        |                        |                        |                        |                        |
|  | Forța Dreptei             | 1          |                        |                        |                        |                        |                        |                        |

În perioada 2008 - 2012, primarul comunei a fost Ioan Gheorghe Floare.
În perioada 2012 - 2021, primarul comunei a fost Ana Lenuța Moțica.
În perioada 2021 - prezent

## Atracții turistice
- Biserica Ortodoxă "Buna Vestire" din Gurahonț
- Capela din Gurahonț
- Castelul Gurahonț, construcție secolul al XIX-lea
- Parcul dendrologic din Gurahonț
- Cuptorul de topit fierul din satul Zimbru, construcție secolul al XIX-lea
- Rezervația naturală "Dosul Laurului" (32,20 ha)
- Rezervația naturală "Baltele Gurahonț (rezervație floristică)
- Drocea și Zarandul de Est (situri de importanță comunitară incluse în rețeaua europeană Natura 2000 în România).
- Drocea - Zarand (arie de protecție specială avifaunistică - Natura 2000).

## Personalități născute aici
- Viorel Gheorghiță (n. 1922), fost deținut politic al regimului comunist, scriitor arădean.